# FVWM
F Virtual Window Manager, ofta förkortat FVWM, är en mycket konfigurerbar och resurssnål fri virtuell fönsterhanterare till X11. FVWM är en av få fönsterhanterare som går att använda under cygwin. Det är också en som varit med väldigt länge, men som trots det fortfarande är ganska populär, särskilt bland mer avancerade användare. Från början utvecklades FVWM av Rob Nation som en hack på den äldre fönsterhanteraren twm. Nation släppte hacken som en självständig fönsterhanterare tillsammans med hans andra projekt, terminalemulatorn rxvt, i ett paket 1 juni 1993. Nation överlät utveckling och underhåll av projektet till Charles Hines 1994. Sedan 1998 finns det ingen huvudprogrammerare för projektet, och all vidare utveckling sedan dess har gjorts av en grupp frivilliga. 